# 弥勒寺 (姫路市)

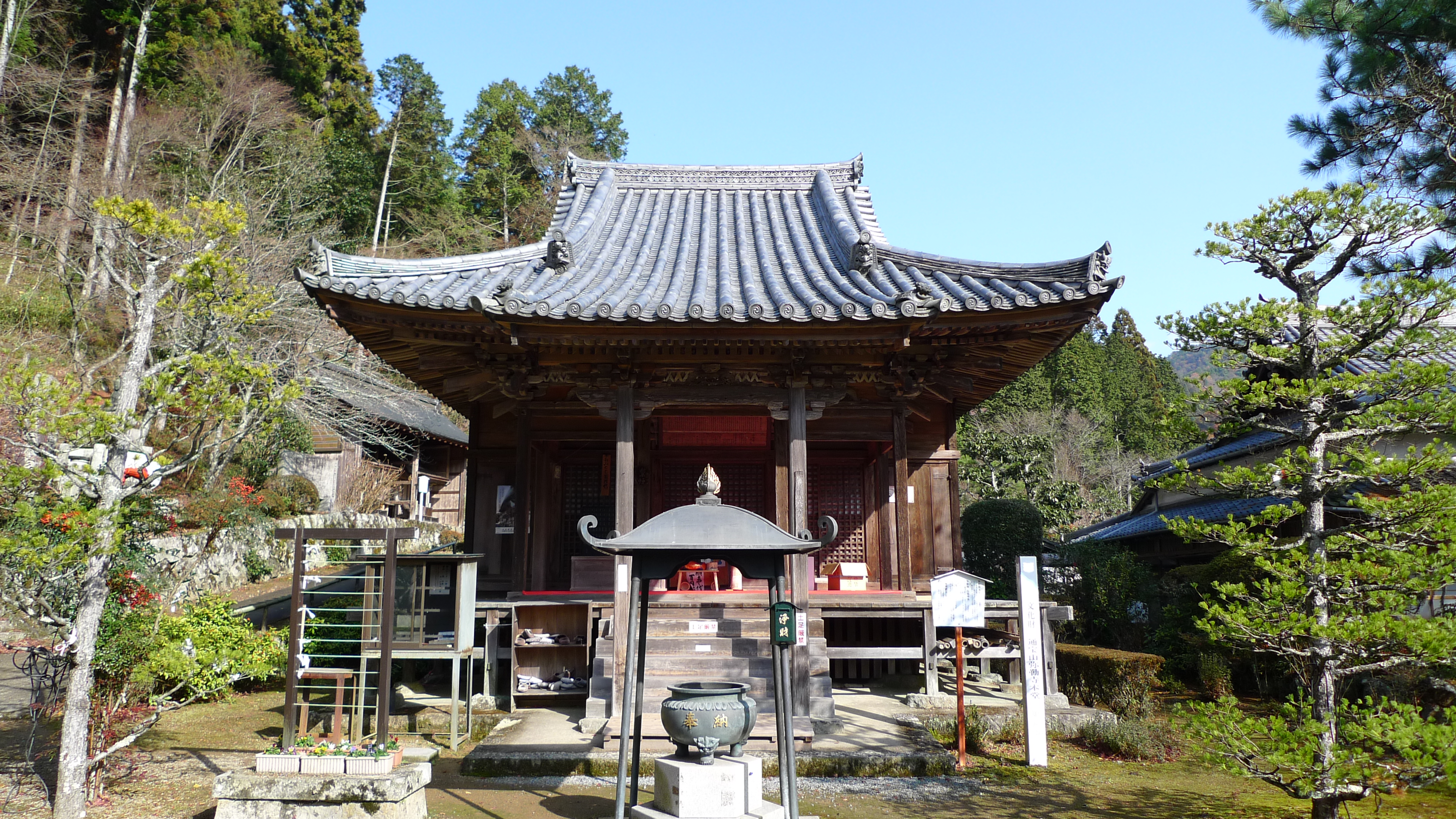
本堂（国の重要文化財）

弥勒寺（みろくじ）は、兵庫県姫路市夢前町寺にある天台宗の寺院。山号は通宝山。本尊は弥勒仏。書写山圓教寺の奥の院と呼ばれ、圓教寺と密接な関係にある。境内には日本一を誇る布袋像があり、夢前七福神の一番霊場にもなっている。

## 歴史
長保2年（1000年）書写山開基の性空が隠棲し、草庵を営んだのが始まり。また、花山院が性空の徳を慕い、長保4年（1002年）に行幸し、播磨国の国司、巨智宿禰延昌に命じて諸堂を建立させたのが弥勒寺の起源とされている。

## 文化財

### 重要文化財（国指定）
- 本堂 - 天授6年（康暦2年・1380年）備前国、美作国、播磨の三カ国の守護、赤松義則が建立した。入母屋造、本瓦葺き[2]。
- 木造弥勒仏及び両脇侍像 - 中尊像内に長保元年（999年）、行事但馬介源正胤、僧安鎮等の銘がある[3]。

### 兵庫県指定重要文化財
- 開山堂厨子[4]

### 姫路市指定重要文化財
出典
- 開山堂
- 護法堂
- 宝塔
- 石幢

## 画像

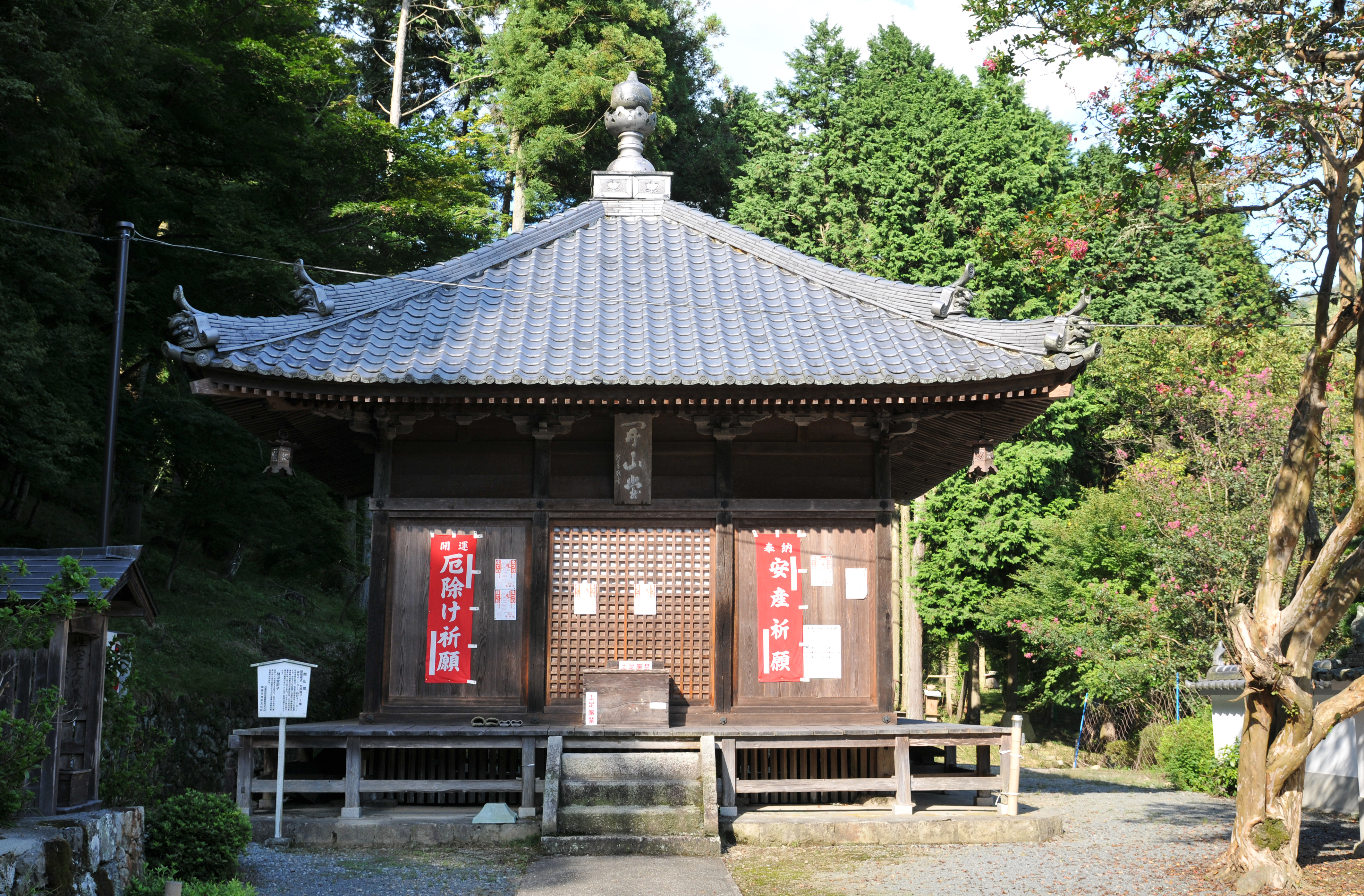
開山堂
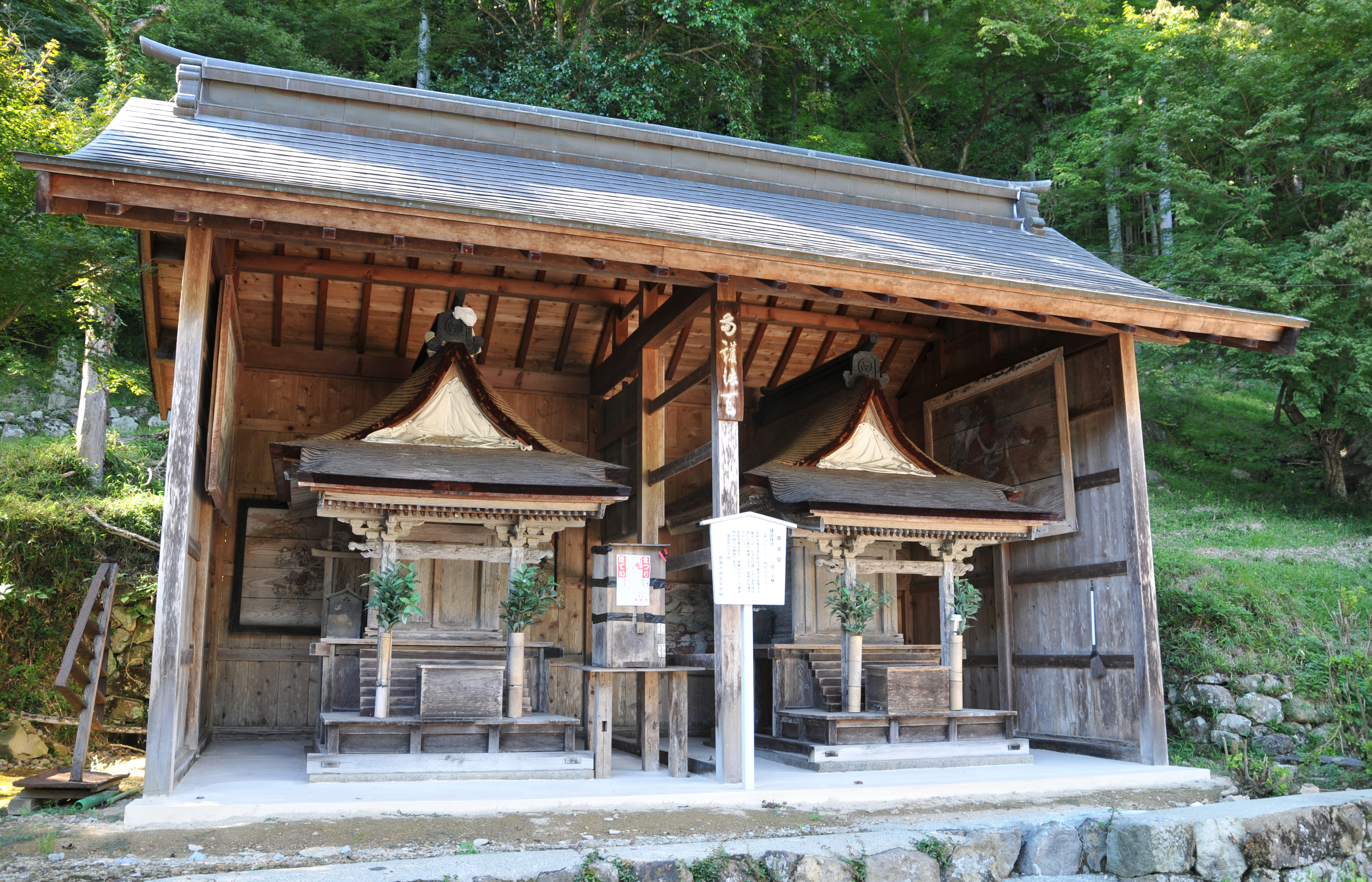
護法堂
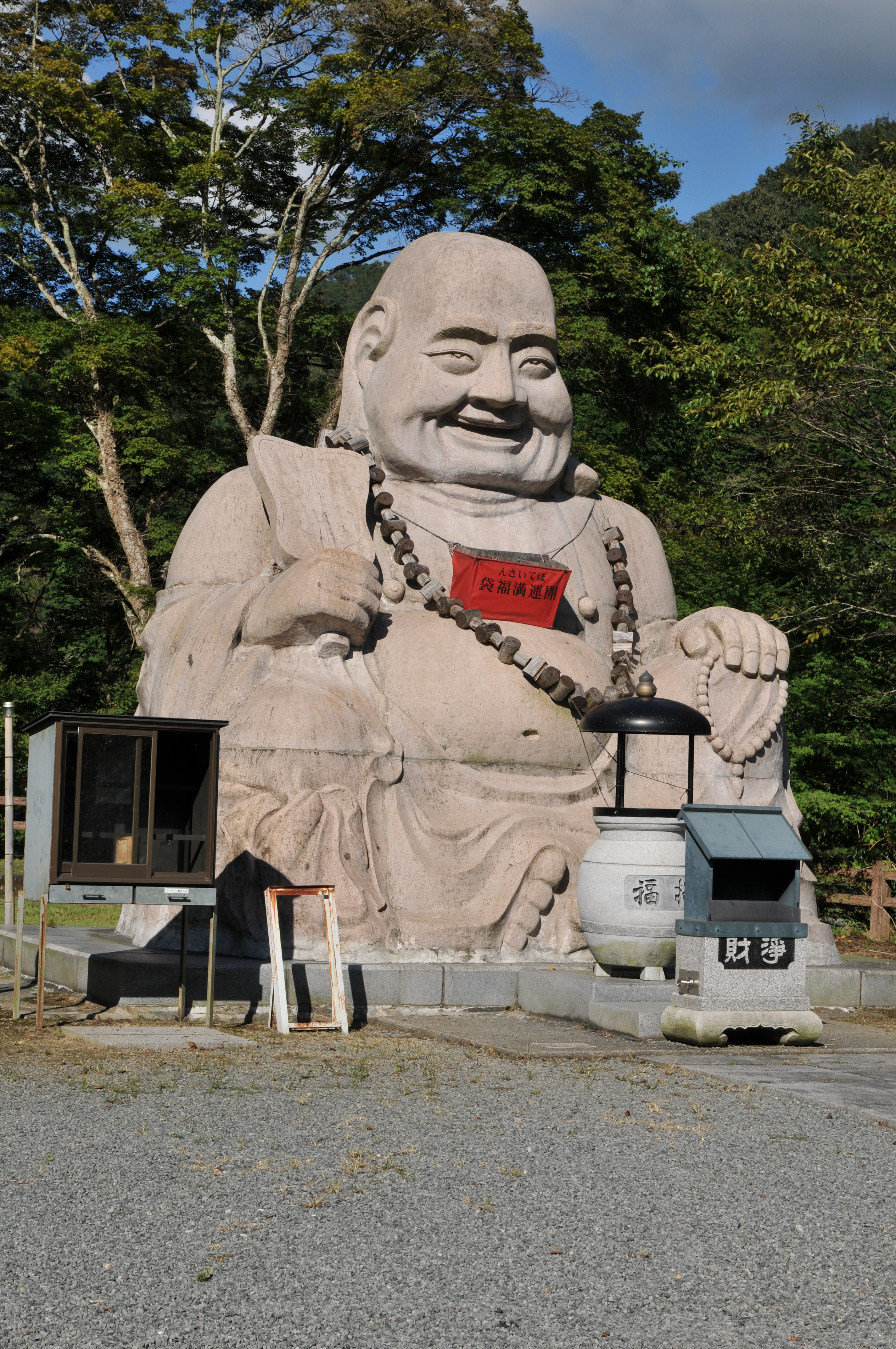
日本一の布袋像

## 交通
JR姫路駅から神姫バス
- バスターミナル「51・52」前之庄・山之内・雪彦山行き「又坂」下車　徒歩30分。
- バスターミナル「41・42」荒木・バーズタウン・古瀬畑・四辻経由山崎行き「大村」下車　徒歩30分